# Horovitz-Quotient
Der Horovitz-Quotient (Synonyme: Oxygenierungsindex nach Horovitz, Horovitz-Index) ist ein hauptsächlich in der Intensivmedizin verwendeter Parameter für die Lungenfunktion, mit dem das Ausmaß einer Schädigung der Lunge beschrieben werden kann. Er kann durch eine Blutgasanalyse ermittelt werden.

## Berechnung
Er ist definiert als Quotient aus dem arteriellen Sauerstoffpartialdruck und der Konzentration von Sauerstoff in der eingeatmeten Luft (inspiratorische Sauerstoffkonzentration FiO2).
{\displaystyle {\text{Horovitz-Quotient}}={\frac {paO_{2}}{F_{i}O_{2}}}}
Beispiel: Der Patient hat eine paO2 von 100 mmHg in der arteriellen Blutgasanalyse (BGA). Er wird mit 50 % Sauerstoff oxygeniert. Damit ergibt sich ein Quotient von 100 mmHg / 0,5 = 200 mmHg.

## Interpretation
Bei Lungengesunden liegt der Horovitz-Quotient altersabhängig meist zwischen 350 mmHg und 450 mmHg (Beispiel für einen Lungengesunden unter Raumluft: paO2 = 90 mmHg; FiO2 = 0,21 -> Horovitz-Quotient = 90 mmHg/0,21 = 429 mmHg).
Die paO2 ist in der Regel mittels arterieller bzw. näherungsweise mittels kapillärer BGA leicht zu bestimmen. Die FiO2 ist dagegen nur über ein Beatmungsgerät messbar. Soll der Horovitz-Quotient bei einem spontan atmenden Patienten bestimmt werden, sollte eine eventuell bestehende Sauerstoffinsufflation für einige Zeit unterbrochen werden, sodass gilt: FiO2 = 0,21 (Sauerstoffkonzentration in Raumluft).
Ein Wert unterhalb von 300 bis 200 mmHg gilt als Hinweis auf einen leichten Lungenschaden, ein Wert zwischen 200 und 100 mmHg für einen moderaten Lungenschaden und ein Wert unter 100 mmHg für einen schweren Lungenschaden. Diese neue Abstufung gilt seit 2011 und wurde in der Berlin-Definition festgeschrieben. In dieser wurde die alte Klassifikation von 1994, die einen Horovitz-Index zwischen 300 und 200 mmHg als acute lung injury (ALI) definierte, ersetzt.

## Entstehung
Der Horovitz-Quotient wurde erstmals 1974 von Joel H. Horovitz, Carles J. Carrico und G. Tom Shires beschrieben. Im englischen Sprachraum wurde er unter der Bezeichnung Horowitz index (mit w) verwendet, später auch als Horovitz index, Horowitz quotient oder P/F ratio.